# Tratado de Shimonoseki
El Tratado de Shimonoseki (japonés: 下関条約, "Shimonoseki Jōyaku"; chino tradicional: 馬關條約, chino simplificado: 马关条约, pinyin: Mǎguān Tiáoyuē) fue un tratado de paz firmado entre la China de los Qing y el Imperio del Japón el 17 de abril de 1895 y que puso fin a la primera guerra sino-japonesa.
El tratado se firmó en el Pabellón de Shunpanrō, en la localidad japonesa de Shimonoseki, y marcó el final de la conferencia de paz entre el gobierno chino de la dinastía Qing y el gobierno del Imperio japonés, que había comenzado el 20 de marzo de 1895.
Las principales consecuencias del tratado fueron el traspaso de la soberanía sobre la isla de Taiwán de China al Japón y el establecimiento de un protectorado japonés sobre la península de Corea, en la que China perdía toda su influencia.

## Los términos del tratado
El tratado ponía fin a la primera guerra sino-japonesa en favor del Japón, vencedor de la contienda. En este tratado, China reconocía la independencia de Corea y renunciaba a cualquier reivindicación territorial sobre ese país que, en la práctica, quedaba bajo influencia japonesa. China también cedía al Japón la península de Liaodong, que más tarde se vería forzada a ceder a Rusia, Jinzhou, extremo sur de la provincia de Liaoning, así como la isla de Taiwán y el archipiélago de las islas Pescadores. Rusia, Francia y Alemania obligaron a Japón a devolver Liaoning a China en mayo a cambio de una indemnización mayor de lo previsto en el tratado.
Además de las pérdidas territoriales, China se comprometía a pagar al Japón doscientos millones de taeles (ciento cincuenta millones de dólares de esa época) como indemnización de guerra y aceptaba abrir diversos puertos y ríos al comercio internacional. Rusia concedió un empréstito —en realidad con dinero francés— a China para que esta pudiese pagar la indemnización acordada con Japón.